# Ouest Provence
Ouest Provence is een nieuwe stad in het zuiden van Frankrijk, ten westen van Marseille in het departement Bouches-du-Rhône.  Eerst had zij de naam Rives de l'Étang de Berre, later nog de naam Nord-Ouest de l'Étang de Berre.
De stad vormt een syndicat d'agglomération nouvelle en strekt zich uit over zes gemeenten, de oorspronkelijke drie: Fos-sur-Mer, Istres en Miramas, en drie die er in 2003 bij kwamen: Cornillon-Confoux, Grans en Port-Saint-Louis-du-Rhône.  Deze gemeenten behouden hun burgemeester; de agglomeratie heeft een voorzitter (président).   Er zijn een kleine 100.000 inwoners op 34,7 km².
De gemeente Vitrolles was in 1973 ook betrokken bij de voorbereidende Étabissement Public d'Aménagement des Rives de l'Étang de Berre (EPAREB), tot deze ontbonden werd in 2001. 